# Kinderhook (Nova York)
|  | Aquest article tracta sobre la vila novaiorquesa. Vegeu-ne altres significats a «Kinderhook (poble de Nova York)». |

Kinderhook és una població dels Estats Units a l'estat de Nova York. Segons el cens del 2000 tenia 1.275 habitants.

## Demografia
Segons el cens del 2000, Kinderhook tenia 1.275 habitants, 546 habitatges, i 361 famílies. La densitat de població era de 257,7 habitants/km².
Dels 546 habitatges en un 29,5% hi vivien nens de menys de 18 anys, en un 56,4% hi vivien parelles casades, en un 6,8% dones solteres, i en un 33,7% no eren unitats familiars. En el 29,9% dels habitatges hi vivien persones soles el 13,2% de les quals corresponia a persones de 65 anys o més que vivien soles. El nombre mitjà de persones vivint en cada habitatge era de 2,34 i el nombre mitjà de persones que vivien en cada família era de 2,91.
Per edats la població es repartia de la següent manera: un 23,5% tenia menys de 18 anys, un 4,9% entre 18 i 24, un 23,7% entre 25 i 44, un 29,4% de 45 a 60 i un 18,5% 65 anys o més.
L'edat mediana era de 44 anys. Per cada 100 dones de 18 o més anys hi havia 91,9 homes.
La renda mediana per habitatge era de 57.500 $ i la renda mediana per família de 69.115 $. Els homes tenien una renda mediana de 46.827 $ mentre que les dones 29.545 $. La renda per capita de la població era de 29.047 $. Entorn del 0,3% de les famílies i el 2,3% de la població estaven per davall del llindar de pobresa.

## Poblacions més properes
El següent diagrama mostra les poblacions més properes.